# ウナング・ヒリト
『ウナング・ヒリト』（タガログ語: Unang Hirit）は、1999年12月6日からフィリピンのGMAネットワークで放送されている朝のニュース・トーク番組。フィリピンで最も長く続いている朝の番組である。

## 出演者
- アーノルド・クラビオ（1999年 - ）
- スージー・エントラタ・アブレラ（1999年 - ）
- リン・チング・パスカル（1999年 - ）
- レア・サントス（2001年 - ）
- ラール・サンティアゴ（2001年 - ）
- ラヴ・アニョブェル（2002年 - ）
- スーザン・エンリケス（2009年 - ）
- アイヴァン・マイリナ（2010年、2012年 - ）
- コニー・シソン（2010年 - ）
- ルアネ・ディー（2010年 - ）
- ナサニエル "マング・タニ" クルス（2013年 - ）